# 高桓権
高 桓権（コ・ファングォン、生没年不詳）は、高句麗の第27代の王・栄留王の太子。

## 概要
618年に即位した栄留王は、唐との関係改善・強化政策を採用し、619年と621年に唐に朝貢した。624年、唐は栄留王を「上柱国・遼東郡王・高麗王」に冊封した。
唐が東突厥を滅ぼした翌年の631年、唐は高句麗に対して、隋軍人の遺体で築かれた戦勝記念碑「京観」の破壊、および隋軍人の遺骨の返還を求めたことにより、高句麗は危機感を募らせ、扶余城（吉林省農安県）から渤海に至る障壁を築き、唐の軍事侵攻に備えた。635年に吐谷渾が、640年に高昌が唐により滅ぼされると、高句麗は警戒を強め、唐を懐柔するために高桓権を人質として唐に差し出した。唐太宗はこれを多とし、桓権に「職方郎中」の役職を与えた。そして、唐太宗は、高句麗の実情を探るため、そして、隋軍に従軍して高句麗に留まっている漢人の帰国を促すため、陳大徳を「迎労使」として平壌に派遣した。